# Jean Bouquin
Pour les articles homonymes, voir Bouquin.
Jean Bouquin, né en 1936, est un couturier et homme de théâtre français. Depuis 1971, il est directeur du théâtre Déjazet.

## Biographie
En 1964, Jean Bouquin tient une boutique de mode à Saint-Tropez, où il habille Brigitte Bardot à la demande de cette dernière. C'est le début de sa célébrité. En 1971, il soutient la campagne présidentielle de François Mitterrand et fonde un festival de musique, qu'il finance sur ses fonds car il le veut gratuit, à Auvers-sur-Oise. La même année, afin que Coluche, qu'il habille par ailleurs, dispose d'un lieu parisien où il puisse monter ses pièces, Jean Bouquin rachète le théâtre Déjazet, salle alors à l'abandon, et le restaure selon ses souvenirs d'enfance.